# Yuji Hirayama
Pour les articles homonymes, voir Hirayama.
Golden Pitons
Yuji Hirayama (平山ユージ, Hirayama Yuji), né le 23 février 1969 à Tokyo au Japon, est un grimpeur professionnel. Il est considéré comme l'un des meilleurs grimpeurs mondiaux en escalade sportive, au vu de ses performances en compétition et en falaise. Il est surtout connu pour sa polyvalence et pour sa capacité à réaliser des performances de haut niveau que cela soit en bloc, en falaise ou en big walls. Il fait partie des grimpeurs à avoir réalisé des ascensions dans le neuvième degré.

## Biographie
Yuji Hirayama a commencé l'escalade en 1984, après avoir pratiqué d'autres sports comme le football, la baseball et le judo. Dès 1986, il s'attaque aux plus dures falaises du Japon et puis commence à parcourir le monde à la recherche de voies difficiles. En 1989, il s'installe en France et gagne sa première victoire en Coupe du Monde de difficulté à Nuremberg. À l'époque, il partage un appartement à Aix-en-Provence avec François Legrand, qui sera son ami.
Compétiteur talentueux, il remporte à 2 reprises la Coupe du Monde de difficulté en 1998 et 2000. Mais à l'inverse de certains compétiteurs, il se distingue aussi hors du circuit des compétitions. Il se retire du circuit des compétitions vers 2007.
En falaise, il réalise des voies en 9a : Underground, Kinematix, Kryptonite, Karachi mais aussi en 9a+ : Flat Mountain en 2003. Il brille aussi par sa capacité à réussir des voies difficiles à vue (lors du premier essai). En 1999, il réalise Mortal Kombat à Castillon, première voie à vue en 8c, mais finalement la décotera à 8b+ (égalant la performance d'Elie Chevieux en 1995). En 2004, il est le premier grimpeur à réussir une voie cotée 8c à vue : White Zombie,.
Avec les frères Huber, il est aussi un grand spécialiste des big walls du Yosemite. Il réalise entre autres, des voies difficiles comme Salathé, Golden Gate, El Nino. Avec l'américain Hans Florine, il établira même le record d'ascension de la voie la plus célèbre de El Capitan, The Nose en 2 h 48 min 50 s, en septembre 2002. Celui-ci sera battu de 15 s par les frères Huber, Alexander et Thomas en octobre 2007. Il reprendra ce record le 2 juillet 2008, toujours avec Hans Florine en réalisant un temps de 2 h 43 min 33 s, puis le 12 octobre, ils améliorent leur performance avec un temps de 2 h 37 min 05 s.
Le piton d'or 2014 lui est décerné en récompense de l'ensemble de sa carrière (lifetime achievement).

## Style de grimpe
Yuji Hirayama est un grimpeur polyvalent, et réalise des ascensions aussi bien en intérieur qu'en extérieur. Il participe ponctuellement aux championnats du monde d'escalade. Il se distingue aussi bien en escalade de voie que de bloc.

## Ascensions remarquables
- The Nose dans la vallée de Yosemite aux États-Unis en un temps record de 2 h 37 min 05 s.
- White Zombie (8c) à Baltzola en Espagne. La première voie cotée 8c réalisée à vue[1].

## Filmographie
- (en) Masters of Stone VI : Breakthrough, de Eric  Perlman, 25 mars 2009, DVD [présentation en ligne]

### Vidéos
1. ↑  (en) [vidéo] « Yuji Hirayama: White Zombie Onsight  », sur YouTube